# Cuvée Saint-Gilloise
Cuvée Saint-Gilloise is een Belgisch bier van spontane gisting.
Het bier wordt gebrouwen in Brouwerij Cantillon te Anderlecht. 
Het is een blond bier met een alcoholpercentage van 5%. Voor het bier wordt enkel lambik gebruikt die twee jaar gerijpt heeft op eiken vaten, waarna dry hopping wordt toegepast door toevoeging van Saaz hop.